# Melchsee
Der Melchsee ist ein Bergsee und Namensgeber des kleinen Wintersportorts Melchsee-Frutt im Kanton Obwalden auf dem Gemeindegebiet von Kerns. Er liegt in den Urner Alpen auf 1893 m ü. M. und wird durch einen künstlichen Damm gestaut. Eine Druckleitung führt das Wasser vom Melchsee zum Kraftwerk Hugschwendi auf der Stöckalp im Melchtal, welches vom Elektrizitätswerk Obwalden betrieben wird und jährlich 35 GWh Strom produziert.
Im Sommer werden im See Forellen und Saiblinge gefischt. Im Winter wird auf dem zugefrorenen See Eisfischen angeboten. Ein Seillift zieht die Wintersportler über den See zu den Skiliften am anderen Ufer.
Am See liegt das Naturschutzgebiet Melchsee.

## Bau des Kraftwerks
1951 wurden dem Regierungsrat des Kantons Obwalden Projektpläne zur Nutzung der Wasserkraft auf der Melchsee-Frutt zugestellt. Zu dieser Zeit konnte das Elektrizitätswerk Kerns, aus welchem später das Elektrizitätswerk Obwalden hervorging, nur noch 20 % des Energiebedarfs des Kantons abdecken. Nach politischen Verhandlungen und juristischen Abklärungen bezüglich Wassernutzung und Gesellschaftsform des Betreibers des Kraftwerks genehmigte die Obwaldner Bevölkerung 1955 das Projekt Kraftwerk Melchsee-Frutt. Der vom Kantonsrat beantragte Kredit betrug 17 Millionen Schweizerfranken.
Im Rahmen des Projekts wurden unter anderem der Henglibach und die Tannalpbäche gefasst, beim Tannensee und Melchsee ein Erddamm errichtet, eine Zuleitung vom Blauseebach erstellt, eine Apparatekammer errichtet, eine Druckleitung gebaut und die Kraftwerkszentrale Hugschwendi errichtet. Ausserdem musste der damalige Reduitsender verlegt werden. Durch die Errichtung des Dammes vergrösserte sich die Seeoberfläche des Melchsees von 200'000 m² auf 540'000 m².